# Thymus oehmianus
Thymus oehmianus là một loài thực vật có hoa trong họ Hoa môi. Loài này được Ronniger & Soska miêu tả khoa học đầu tiên năm 1938.